# Đường Sơn
Đường Sơn (唐山市) là một địa cấp thị của tỉnh Hà Bắc, Trung Quốc.

## Các đơn vị cấp huyện
Địa cấp thị Đường Sơn quản lý các quận nội thành và các huyện sau:

### Các quận
- Lộ Bắc khu (路北区)
- Lộ Nam khu (路南区)
- Cổ Dã khu (古冶区)
- Khai Bình khu (开平区)
- Phong Nam khu (丰南区)
- Phong Nhuận khu (丰润区)
- Tào Phi Điện khu (曹妃甸区)

### Các đơn vị cấp huyện
- Huyện cấp thị Tuân Hóa (遵化市)
- Phó địa cấp thị Thiên An (迁安市)
- Huyện cấp thị Loan Châu (滦州市)
- Huyện Thiên Tây (迁西县),
- Huyện Loan Nam (滦南县),
- Huyện Ngọc Điền (玉田县)
- Huyện Lạc Đình (乐亭县)